# Perles, Aisne
Perles är en kommun i departementet Aisne i regionen Hauts-de-France i norra Frankrike. Kommunen ligger  i kantonen Braine som ligger i arrondissementet Soissons. År 2018 hade Perles 79 invånare.

## Befolkningsutveckling
Antalet invånare i kommunen Perles
Referens: INSEE